# Dragica Turnšek
Dragica Turnšek [drágica túrnšək] (prv. priimek Kerčmar) slovenska geologinja in paleontologinja, * 6. avgust 1932, † 11. september 2021, Šalamenci.

## Življenje
Turnškova je končala gimnazijo v Murski Soboti, po končani gimnaziji pa je študirala geologijo in paleontologijo na Naravoslovni fakulteti Univerze v Ljubljani. Leta 1958 je tam diplomirala, leta 1965 pa doktorirala.
Med letoma 1953 in 1954 je bila zaposlena na Zavodu za statistiko. Leta 1954 se je kot laborantka zaposlila na takratnem Geološkem inštitutu SAZU (danes Paleontološki inštitut Ivana Rakovca ZRC SAZU), po diplomi je postala na Inštitutu asistentka, med letoma 1965 in 1973 je bila znanstvena sodelavka, nato med letoma 1973 in 1976 višja znanstvena sodelavka ter med letoma 1976 in 1992 znanstvena svetnica. Med drugim je bila od leta 1983 do upokojitve 1992 upravnica inštituta, 2016-20 pa tudi predsednica njegovega znanstvenega sveta. Od 1993 do 1994 je predavala na postdiplomskem študiju na Univerzi v Zagrebu.
Turnškova je članica mednarodnega paleontološkega društva Fossil Cnidaria and Porifera, v katerem je bila med letoma 1988 in 1995 članica odbora. Med letoma 1985 in 1992 je bila tudi članica mednarodne delovne skupine za revizijo koral. Med letoma 1980 in 1986 je bila predsednica programskega sveta za geologijo in članica predsedstva za raziskovanje surovin pri Raziskovalni skupnosti Slovenije.
Za izredno članico Slovenske akademije znanosti in umetnosti je bila izvoljena 23. maja 1985, 27. maja 1993 pa je postala njena redna članica.
Leta 1993 je postala članica Evropske akademije znanosti in umetnosti.

## Znanstveno delo
Njeno osnovno raziskovalno in znanstveno delo so bile paleontološke raziskave. Doma in v svetu je odkrila in sistematično opisala nad 450 vrst koral in stromatopor iz okoli 230 nahajališč. Odkrila je tudi 90 novih vrst. Poleg paleontoloških opisov je izdelala obsežne primerjave grebenskih fosilnih združb na področju nekdanje Tetide.
Njena bibliografija obsega 150 enot.

## Priznanja

### Nagrade
- Nagrada Sklada Borisa Kidriča (1967)
- Red dela z zlatim vencem (1987)